# Сайдалиев, Сайфулла Довирович
Сайфулла Довирович Сайдалиев (узб. Sayfulla Dovirovich Saydaliyev; род. 1934) — советский и узбекский государственный и партийный деятель. Хоким Ташкентской области (1992—1993).

## Биография
Родился в 1934 году. Член КПСС.
В 1976 году — второй секретарь Янги-Юльского райкома КП Узбекистана.
В 1981—1986 годах — первый секретарь Орджоникидзевского райкома КП Узбекистана.
В 1989-1990 годах - председатель Ташкентского облисполкома.
В 1990-1991 годах - секретарь и первый секретарь Ташкентского обкома КП Узбекистана.
8 февраля 1992 года на внеочередной сессии Ташкентского областного Совета народных депутатов председатель совета Сайдалиев избран хокимом Ташкентского области. В этот же день президент Узбекистана Ислам Каримов подписал соответствующий указ.
9 декабря 1993 году освобождён от должности хокима Ташкентской области, в связи с выходом на пенсию.